# Luiz do Gote
Luiz Antônio de Carvalho (São Sebastião do Paraíso, julho de 1941- São Paulo, janeiro de 2015) foi um político e pecuarista brasileiro filiado ao Movimento Democrático Brasileiro que serviu como 8.º e 12.º prefeito de Porangatu. Era popularmente conhecido como Luiz do Gote (seu pai era Domingos de Carvalho Gote) e foi responsável por fundações de clubes e associações no município, como o Rotary Clube, a Associação Comercial e o Sindicato Rural. 
Nas suas gestões, asfaltou várias ruas, criou o Departamento Telefônico Municipal, a escola do Segundo Grau (atual Colégio Estadual Stellanis Kopanakis Pacheco), iniciou o serviço da Saneago no munícipio, construiu o Estádio Diolino Franco de Souza e construiu 15 escolas na zona rural. Devido sua filiação à Aliança Renovadora Nacional, além da presidência municipal do partido, na primeira gestão, ele foi considerado autoritário e rígido e durante o mandato de seu sucessor, Trajano Machado Gontijo Filho, atuou como uma eminência parda. Ele morreu no hospital Albert Einstein de São Paulo, de infarto depois de um AVC.

## Primeiros anos

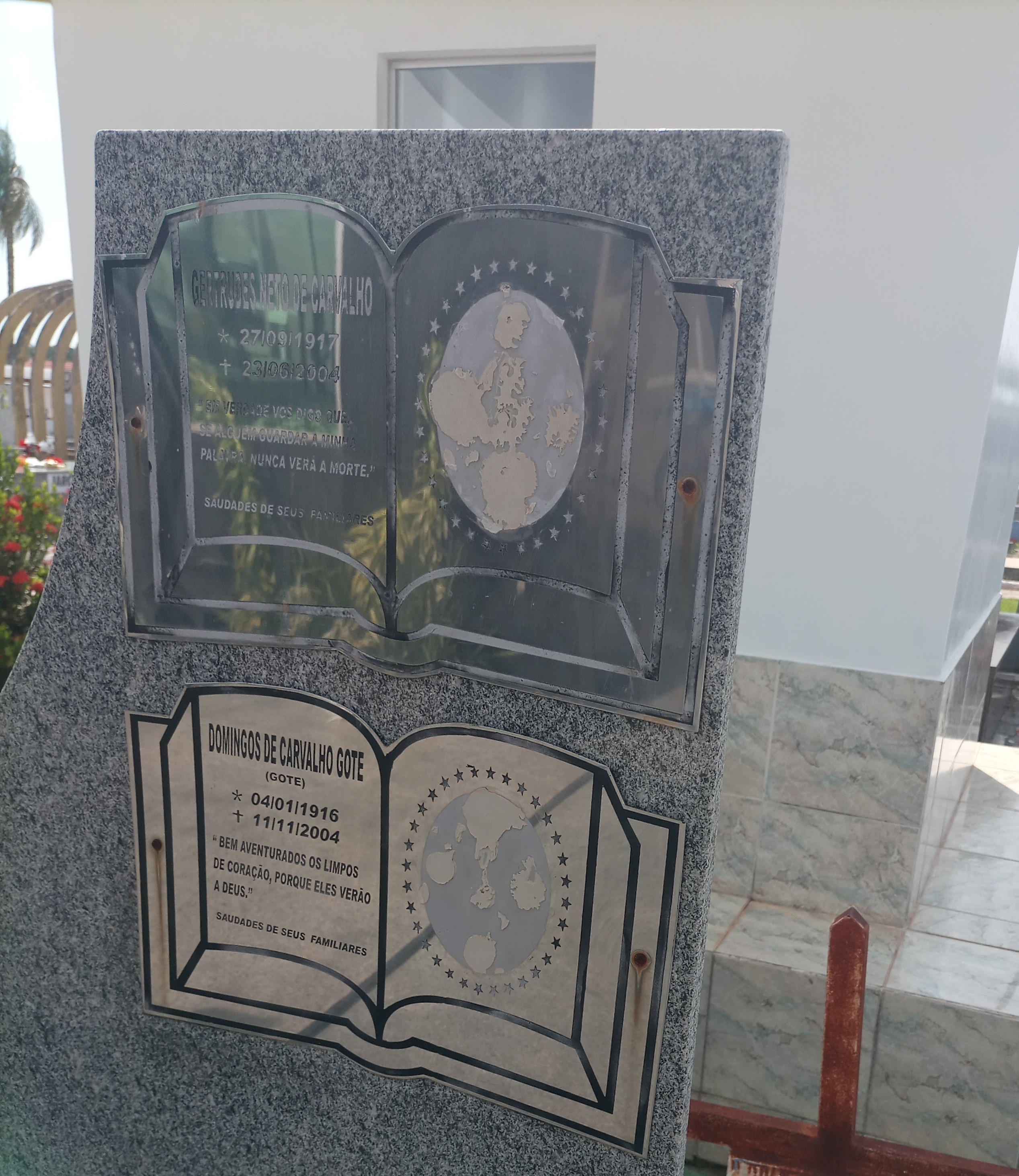
Foto do túmulo dos pais de Luiz Antônio de Carvalho.

Luiz Antônio nasceu no distrito de Termópolis, pertencente à cidade São Sebastião do Paraíso em julho de 1941. Ele empreendeu no ramo agropecuário, logo após se mudar para Porangatu no ano de 1968. Um ano depois, ele se casou com Sônia Dias.

## Carreira política

### 7.º prefeito eleito de Porangatu

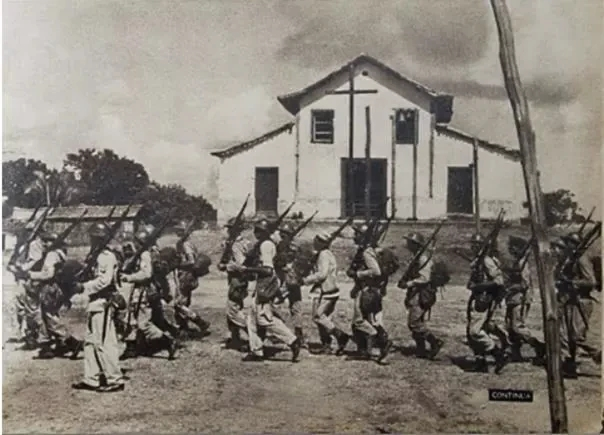
Operação da Polícia Militar de Goiás, Mesopotâmia, os policiais passam por Porangatu na Velha Matriz, Igreja Nossa Senhora da Piedade, durante o governo Luiz do Gote.

Em 1972, Luiz foi eleito prefeito municipal de Porangatu pela Aliança Renovadora Nacional (ARENA), mais tarde, Partido Democrático Social, ao lado de Trajano Machado Gontijo Filho, seu vice-prefeito.Devido essa ligação com o partido pró-Ditadura Militar, ele foi considerado como autoritário. Sua gestão  contribuiu na infraestrutura da cidade, especialmente nos asfaltos. Seu primeiro mandato foi encerrado em 1977, quando esse transferiu o cargo para o seu vice Trajano Machado Gontijo Filho.

### 11.º prefeito eleito de Porangatu
Ele foi eleito para cumprir um segundo mandato em 1992, sucedendo Jarbas Macedo Cunha. Luiz do Gote foi eleito pelo PDS. Sua segunda gestão foi marcada por construções de escolas na zona rural (15 no total), pela construção do ginásio Diolino Franco de Souza, pela instalação da Saneago no munícipio, criou por lei e edificou a Biblioteca Municipal e criou o Departamento Telefônico da cidade. Seu mandato se encerrou em 1997 e transmitiu o cargo para Júlio Sérgio de Melo.

## Morte
Em janeiro de 2015, Luiz Antônio de Carvalho foi internado no Hospital Albert Einstein em São Paulo, para ser submetido a um procedimento cirúrgico de edema crânio-cerebral. No entanto, no dia 17 , por volta das 1h30 da madrugada, ele sofreu um Acidente vascular cerebral (AVC), seguido por infarto, o que ocasionou sua morte. Luiz do Gote foi velado no Salão de Evento do Sindicato Rural de Porangatu, e foi sepultado no Cemitério Municipal Divino Pai Eterno, em um funeral de Estado.